# David Nata
Pour les articles homonymes, voir Nata.
David Nata est un boxeur zambien né le 18 mars 1951 à Kitwe et mort le 22 décembre 1982 dans la même ville.

## Carrière
David Nata obtient la médaille de bronze dans la catégorie des poids mi-mouches aux championnats d'Afrique de Lusaka en 1968. Aux Jeux olympiques d'été de 1968 à Mexico, il est éliminé au premier tour dans la catégorie des poids mi-mouches par le Marocain Tahar Aziz.